# 乔萨·法迪拉·苏吉亚托
乔萨·法迪拉·苏吉亚托（1999年4月16日—），印尼女子羽毛球運動員，為前印尼名將伊薩克·蘇吉亞托的女兒。

## 簡歷
2014年8月，乔萨·法迪拉·苏吉亚托與阿普里亚尼·拉哈育出戰新加坡羽毛球國際系列賽，在女雙準決賽以0比2（18-21、20-22）不敌赛会头号种子、泰国的帕冲攀·磋楚翁/参尼莎·提查沃拉信昆。
2015年8月，乔萨·法迪拉·苏吉亚托與阿普里亚尼·拉哈育出戰新加坡國際系列賽，在女雙決賽以2比1（22-20、16-21、21-10）力克赛会7号种子、同胞的梅尔维拉·奥克拉莫纳/丽卡·罗西塔瓦蒂，夺得其首个国际赛冠军。
2016年5月，乔萨·法迪拉·苏吉亚托與阿普里亚尼·拉哈育出戰印度尼西亞羽毛球國際系列賽，在女雙決賽以2比1（12-21、21-18、22-20）击败了赛会3号种子、队友的黛安·菲特里亚尼/娜达娅·美拉提，赢得冠军。
2017年11月，乔萨·法迪拉·苏吉亚托與莉布卡·苏吉阿托出戰馬來西亞羽毛球國際挑戰賽，在女雙準決賽以0比2（16-21、12-21）不敌泰国的基蒂帕克·杜布图克/纳查·盛触。

## 主要比賽成績
只列出曾進入準決賽的國際賽事成績：
| 年份   | 賽事                       | 公開賽級別 | 項目     | 拍檔              | 成績   |
| 2014年 | 世界青年羽毛球錦標賽       | 其他       | 混合團體 | －                | 銀牌   |
| 2014年 | 新加坡羽毛球國際系列賽     | 國際系列賽 | 女子雙打 | 阿普里亚尼·拉哈育 | 準決賽 |
| 2015年 | 亞洲青年羽毛球錦標賽       | 其他       | 混合團體 | －                | 銅牌   |
| 2015年 | 新加坡羽毛球國際系列賽     | 國際系列賽 | 女子雙打 | 阿普里亚尼·拉哈育 | 冠軍   |
| 2016年 | 印度尼西亞羽毛球國際系列賽 | 國際系列賽 | 女子雙打 | 阿普里亚尼·拉哈育 | 冠軍   |
| 2016年 | 世界青年羽毛球錦標賽       | 其他       | 女子雙打 | 尤尔费拉·巴卡     | 銅牌   |
| 2017年 | 亞洲青年羽毛球錦標賽       | 其他       | 混合團體 | －                | 銀牌   |
| 2017年 | 亞洲青年羽毛球錦標賽       | 其他       | 女子雙打 | 莉布卡·苏吉阿托   | 铜牌   |
| 2017年 | 世界青年羽毛球錦標賽       | 其他       | 女子雙打 | 莉布卡·苏吉阿托   | 銀牌   |
| 2017年 | 馬來西亞羽毛球國際挑戰賽   | 國際挑戰賽 | 女子雙打 | 莉布卡·苏吉阿托   | 準決賽 |
| 2018年 | 海得拉巴羽毛球公開賽       | 超級100賽  | 女子雙打 | 尤爾費拉·巴卡     | 準決賽 |
| 2018年 | 澳門羽毛球公開賽           | 超級300賽  | 女子雙打 | 尤爾費拉·巴卡     | 準決賽 |
| 2018年 | 韓國羽毛球大師賽           | 超級300賽  | 女子雙打 | 尤爾費拉·巴卡     | 準決賽 |

| 2007-2017年 | 首要超級賽 | 超級賽 | 黃金大獎賽 | 大獎賽 | 國際挑戰賽 | 國際系列賽 | 未來系列賽 | 其他 |

| 2018-2026年 | 總決賽 | 超級1000賽 | 超級750賽 | 超級500賽 | 超級300賽 | 超級100賽 | 國際挑戰賽 | 國際系列賽 | 未來系列賽 | 其他 |

### 奧運會和世錦賽參賽紀錄
|          | 搭檔          | 2019 |
| -------- | ------------- | ---- |
| 女子雙打 | 尤爾費拉·巴卡 | 48強 |